# 西爾維亞努斯的戒指

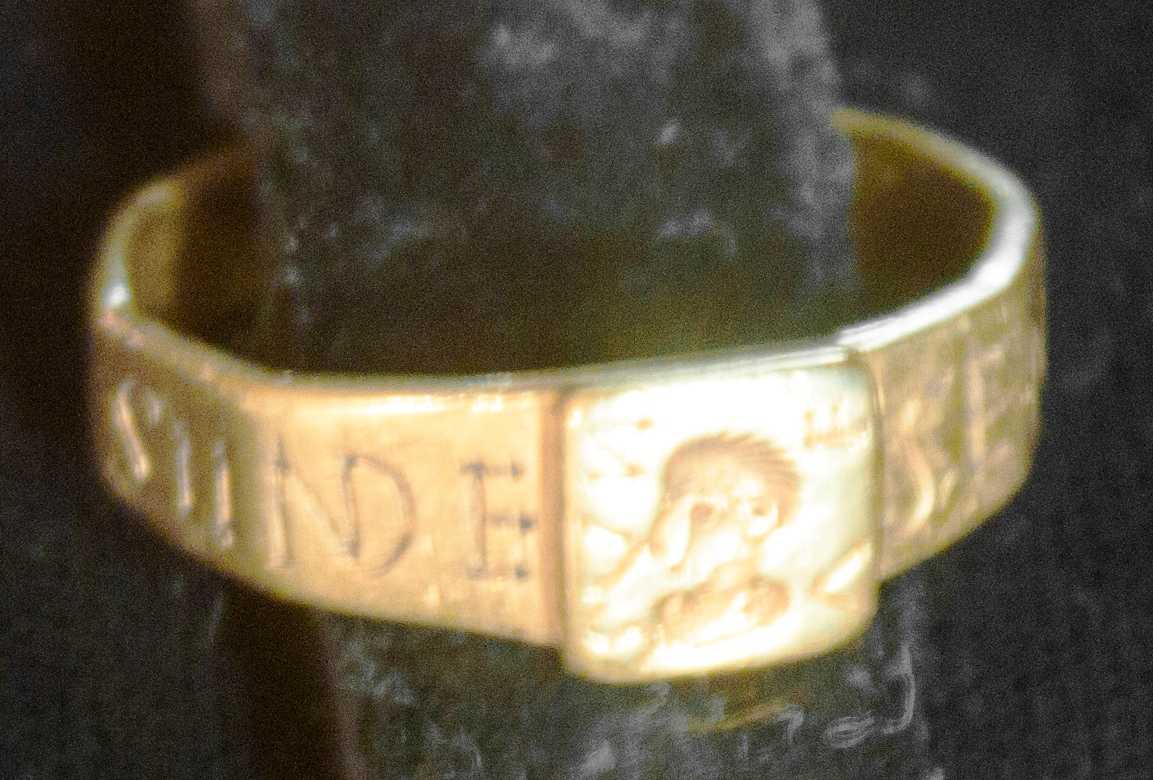
西爾維亞努斯的戒指近照。

西爾維亞努斯的戒指（英語：Ring of Silvianus）或維農的戒指（英語：Vyne Ring）是一枚4世紀的古羅馬金戒指，於1785年在英國出土。現今這枚戒指被認為可能是J·R·R·托爾金小說《魔戒》的靈感來源之一。

## 外觀
該枚戒指的戒圍比大多數戒指要大，被認為較適合戴在大拇指上。戒指重12公克，上刻著女神維納斯的圖像，並有著拉丁文的「聖尼尚努斯安住於神」字樣。

## 歷史
1785年，這枚戒指在英國漢普郡的西爾切斯特田野裡出土。據推測，發現戒指的農民可能把它賣給了維農莊園。

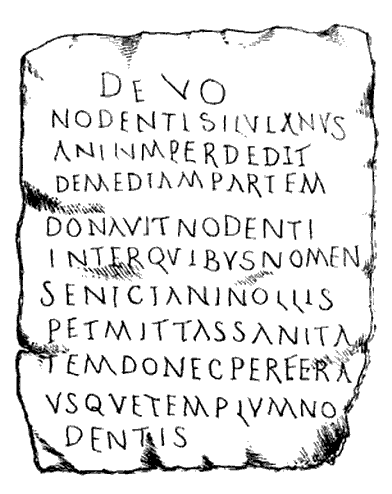
牌匾原文。

19世紀初期，英國西南部格魯斯特郡一處古羅馬神廟內的一塊牌匾被考古學家發現，上面的文字也提及了「聖尼尚努斯」：
|  | 我西爾維亞努斯丟了一只戒指……祈求海神諾登斯，讓名叫聖尼尚努斯的人不得健康，除非他將戒指歸還諾登斯神廟。 |

據推斷，戒指與牌匾之間互有關聯，戒指原主應是西爾維亞努斯，但被聖尼尚努斯偷走，所以才詛咒對方。1929年，著名考古學家莫蒂默·惠勒爵士首度將戒指與牌匾二者關聯起來，並邀請牛津大學教授J·R·R·托爾金來協助研究，調查「諾登斯」的詞源。
2013年4月，國家名勝古蹟信託與托爾金協會於維農莊園展出西爾維亞努斯的戒指。

## 與魔戒的關係

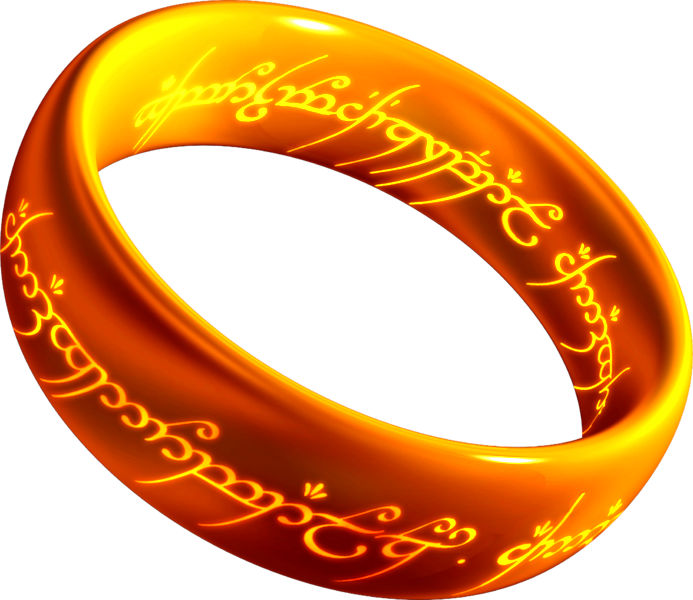
托爾金小說裡黑暗魔君索倫鑄造的至尊魔戒。

西爾維亞努斯的戒指被認為是托爾金名著《魔戒》的靈感來源之一，因為托爾金在1929年之後不久便開始動筆撰寫魔戒前傳《哈比人》。而諾登斯神廟附近一帶亦俗稱為「矮人山」，托爾金作品中的矮人族可能受此啟發。
在托爾金筆下的中土大陸傳說故事集裡，至尊魔戒（One Ring）是由黑暗魔君索倫所鑄造的，用來奴役中土大陸的人民。
不過托爾金專家韋恩·G·哈蒙德和克里斯蒂娜·斯卡爾夫妻認為「没有證據或理由顯示托爾金的靈感来源是一枚羅馬戒指」。